# Trivela
Trivela, tres dedos, borde externo o chuñazo es una técnica del fútbol que implica al jugador golpear el balón con la parte exterior de su pie. La ventaja de usar esta habilidad es que la curva creada usando el exterior del pie coge generalmente a la dirección opuesta a la que traía. Es también útil para un jugador no hábil cruzar el balón con su pie más débil.
Muchos jugadores han utilizado la trivela en el fútbol, pero Franz Beckenbauer utilizaba rutinariamente esta técnica y era un experto en esta habilidad. Exjugadores que dominan esta maniobra son Nolberto Solano y Marcelo Delgado.

En el juego actual, el extremo portugués Ricardo Quaresma utiliza está técnica regularmente. Un gol recordado que anotó con esta técnica fue en el partido de clasificación para la Eurocopa 2008 entre Portugal y Bélgica, disputado en el Estádio da Luz el 24 de marzo de 2007, en que Quaresma puso el 3-0 (67') para la victoria de los lusos por 4-0. También resalta por su dominio de esta forma de golpeo el centrocampista croata Luka Modrić, tanto en desplazamientos de balón como en disparos a puerta.
En la actualidad, Lamine Yamal, joven promesa del FC Barcelona y de la Selección de fútbol de España, ha comenzado a destacarse como uno de los futbolistas que utiliza la técnica de la trivela con frecuencia. A pesar de su corta edad, Yamal demuestra gran habilidad para emplear el borde externo de su pie en pases, centros y tiros, sorprendiendo a rivales y espectadores con su capacidad técnica. Su dominio de esta técnica le ha permitido crear jugadas creativas y efectivas, consolidándose como un talento precoz en el fútbol mundial.
Esta técnica se puede utilizar para pasar la pelota, hacer un centro o tomar un tiro libre (como ha demostrado Roberto Carlos con su gol en el amistoso Torneo de Francia (1997), aunque es difícil dominar y, si no se hace correctamente, puede dejar un jugador desconcertado. Requiere balance, fuerza y el cuerpo tiene que inclinarse en cierto ángulo para ejecutar con energía y para darle curva al balón.